# Neocrex erythrops
Neocrex erythrops е вид птица от семейство Rallidae.

## Разпространение
Видът е разпространен в Аржентина, Боливия, Бразилия, Венецуела, Гвиана, Еквадор, Колумбия, Коста Рика, Панама, Парагвай, Перу, Суринам, САЩ, Тринидад и Тобаго и Френска Гвиана.